# Бенсгаузен
Бенсгаузен (нім. Benshausen) — громада в Німеччині, розташована в землі Тюрингія. Входить до складу району Шмалькальден-Майнінген.
Площа — 24,87 км2. Населення становить Невірний параметр metadata 16 066 006 ос. (станом на 31 грудня 2021).